# Фокија ди Сото (Лука)
Фокија ди Сото је насеље у Италији у округу Лука, региону Тоскана.
Према процени из 2011. у насељу је живело 11 становника. Насеље се налази на надморској висини од 529 м.